# Hypena griseipennis
Hypena griseipennis là một loài bướm đêm trong họ Erebidae.